# Ecclesia Gnostica Catholica
Cet article concerne l'E.G.C. thélémite, c'est-à-dire la branche l'église gnostique incorporée dans les organisations initiatiques d'Aleister Crowley.
Aleister Crowley entra en 1910 dans l’O.T.O. de Theodor Reuss en tant que VII° (à ce moment, n’importe quel 33° du Rite Écossais ancien et Accepté pouvait entrer dans l’O.T.O. comme VII°). Le 1er juin 1912, Crowley fut reçu par Reuss IX° et reçut sa désignation comme Grand Maître National X° pour l’Irlande, Iona et les îles Britanniques. L’année suivante, il publia le Manifeste de la MMM qui comprenait l’Église Gnostique Catholique dans la liste des organisations dont la sagesse et les connaissances sont reprises dans l’O.T.O..
Crowley a également écrit le Liber XV, The Gnostic Mass, en 1913 qui sera publié la première fois en 1918 dans l’International, et encore en 1919 dans The Equinox, Vol. III, N. 1 (The Blue Equinox), la bible de l’Art Magick de Crowley, et finalement en 1929/30 dans l’appendice VI de Magick en Théorie et en Pratique. Le nom latin Ecclesia Gnostica Catholica fut créé par Crowley en 1913 quand il écrivit le Liber XV. Dans le Chapitre 73 de ses Confessions Crowley nous dit qu’il écrivit la Gnostic Mass en tant que « Rituel de l’Église Gnostique Catholique » qu’il prépara pour « l’utilisation par l’O.T.O., de la cérémonie centrale de célébrations publiques ou privées, correspondant à la Messe de l’Eglise Catholique Romaine ». Il est évident que Crowley voyait l’E.G.C. et l’O.T.O. comme inséparables ; particulièrement par rapport au IX° de l’O.T.O., appelé le « Souverain Sanctuaire de la Gnose », dans lequel Crowley avait été initié l’année avant qu’il n’écrive Gnostic Mass.
En 1918, Reuss traduisit la Gnostic Mass de Crowley en allemand, en faisant une série de modifications éditoriales et la publia sous les auspices de l’O.T.O. Dans sa publication de la Gnostic Mass, Reuss donna Jean Bricaud comme le Souverain Patriarche de l’Église Gnostique Universelle et lui-même comme Légat pour la Suisse pour l’E.G.U. et Souverain Patriarche et Primat de Die Gnostische Katolische Kirche, un titre qu’il peut avoir reçu lors de la conférence de Paris de 1908.
En 1979, Hymenaeus Alpha X° (Grady McMurtry) sépara l'Ecclesia Gnostica Catholica de l'Ordo Templi Orientis, et il en fit une organisation indépendante, avec lui-même placé à leur tête.
En 1986, Hymenaeus Beta X° dissolut l'E.G.C. et l'incorpora de nouveau dans les structures de l'O.T.O.
En 2022, la première Messe Gnostique depuis plus de 30 ans a lieu en France a lieu à Paris, sous les auspices des nouvelles Oasis et Camps Français de l'Ordo Templi Orientis et l'E.G.C. est de nouveau active dans l'hexagone avec sa nouvelle section française.

## Credo gnostique de l'E.G.C.
Ce credo de l'Ecclesia Gnostica Catholica — aussi connu sous le nom de credo gnostique — est récité lors de la Messe Gnostique pendant la cérémonie de l'introït est le suivant :

« Je crois en un Seigneur secret et ineffable ; & en une Étoile dans la Compagnie des Étoiles à partir du feu de laquelle nous avons tous été créés, & vers qui nous retournerons tous ; & en un Père de la Vie, Mystère du Mystère, en Son Nom CHAOS, le seul vice régent du Soleil sur la terre, & en l’Air unique qui nourrit tout ce qui respire.
Et je crois en une Terre, notre Mère à tous, & en une Vierge dont sont issus tous les hommes & où ils résideront tous, Mystère du Mystère, en Son Nom BABALON.
Et je crois au Serpent & au Lion, Mystère du Mystère, en Son Nom BAPHOMET.
Et je crois en une Église Gnostique & Catholique de la Lumière, de la Vie, de l’Amour et de la Liberté, dont le Mot est THELEMA.
Et je crois en une communion des Saints.
Et, aussi longtemps que la nourriture & la boisson seront transmutées en nous journellement en une substance spirituelle, je crois au Miracle de la Messe.
Et je confesse un Baptême de la Sagesse, par lequel nous accomplissons le Miracle de l’Incarnation.
Et je confesse ma vie une, individuelle & éternelle qui fut & est & qui sera.
AUMGN. AUMGN. AUMGN. »